# Muzej mila Audi
Muzej mila (imenovan tudi Audijev muzej mila) je muzej v Sidonu, specializiran za levantinska mila. Odprt je od leta 2000 in ga upravlja Audi Foundation.

## Zgodovina
Delavnico mila je prvotno v Sidonu zgradila družina Hammoud v 17. stoletju. V 19. stoletju (okoli leta 1880) je družina Audi postala lastnica delavnice mila in jo spremenila v družinsko rezidenco. Zapuščena je bila v 1980-ih, ko je izbruhnila libanonska vojna, pritličje pa so zasedli begunci. Leta 1996 je fundacija Audi začela obnavljati stavbo. Muzej mila je bil odprt novembra 2000.
Novembra 2019 je muzej odprl trgovino s spominki v Bejrutu.

## Opis
Muzej mila sledi zgodovini izdelave mila v regiji, njegovemu razvoju in tehnikam izdelave. Obiskovalci si lahko ogledajo demonstracijo izdelave tradicionalnih mil iz oljčnega olja in spoznajo zgodovino tradicije hamama (kopanja).
Zgodovinski del muzeja predstavlja artefakte, ki so bili najdeni med izkopavanjem na kraju samem in vključujejo ostanke glav glinenih cevi iz 17. do 19. stoletja ter fragmente lončenine. Stavba muzeja je stara tovarna mila, zgrajena v 17. stoletju, čeprav vsebuje dele, za katere se domneva, da segajo v 13. stoletje.
Audijeva fundacija ima sedež v Muzeju mila. Fundacija sodeluje z Mahmudom al-Sharkassom in njegovo družino pri izdelavi luksuznih mil, ki se prodajajo v muzejski trgovini s spominki.

## SKlici
1. ↑  The Soap Museum ( Audi Foundation Arhivirano 2021-05-19 na Wayback Machine., Visitsaida.com
2. ↑  Celebrating local craftsmanship Arhivirano 2023-06-08 na Wayback Machine., Mindthegap.com
3. ↑  Eric Calderwood, Soaping up, Aramcoworld.com, July/August 2010
4. ↑  Rami Daher, Tourism in the Middle East: Continuity, Change, and Transformation, Multilingual Matters, 2007
5. ↑  (francosko) La Boutique du Musée du Savon de Saida a ouvert un point de vente à Beyrouth, Achrafieh., Audifoundation.org, 26 November 2019
6. ↑  Doyle, Paul (2016), »Soap Museum (Musée Du Savon)«, Lebanon, Bradt Travel Guides, str. 306, ISBN 9781841625584
7. ↑  Audi Foundation, Arab.org